# NGC 4646
NGC 4646 est une galaxie lenticulaire située dans la constellation de la Grande Ourse. Sa vitesse par rapport au fond diffus cosmologique est de 4 699 ± 12 km/s, ce qui correspond à une distance de Hubble de 69,3 ± 4,9 Mpc (∼226 millions d'al). NGC 4646 a été découverte par l'astronome germano-britannique William Herschel en 1791.
À ce jour, une mesure non basée sur le décalage vers le rouge (redshift) donne une distance d'environ 77,100 Mpc (∼251 millions d'al). Cette valeur est un peu à l'extérieur des valeurs de la distance de Hubble. Notons que c'est avec la valeur moyenne des mesures indépendantes, lorsqu'elles existent, que la base de données NASA/IPAC calcule le diamètre d'une galaxie et qu'en conséquence le diamètre de NGC 4646 pourrait être d'environ 22,8 kpc (∼74 400 al) si on utilisait la distance de Hubble pour le calculer.

## Groupe de NGC 4686
Selon Abraham Mahtessian, NGC 4646 fait partie d'un petit groupe de galaxies, le groupe de NGC 4686. NGC 4686 est la galaxie la plus brillante de ce groupe qui compte au moins quatre membres. Les deux autres galaxies du groupe sont NGC 4695 et UGC 7905, noté dans l'article d'Abraham Mahtessian 1241+5510 une abréviation pour CGCG 1241.5+5510.
A.M. Garcia mentionne aussi ce groupe dans un article paru en 1993. La liste de Garcia contient 10 galaxies, mais les galaxies NGC 4646 et UGC 7905 n'y figurent pas.